# Zoopraksiskop
Zoopraksiskop – pierwowzór kinematografu. Była to lampa rzutująca serię obrazów na ekran, co sprawiało wrażenie ruchu. Fotografie postaci w kolejnych stadiach ruchu umieszczone były na szklanym dysku. Gdy dysk szybko się obracał, postać na ekranie zaczynała się poruszać. Urządzenie zaprojektowane zostało w 1880 roku przez Eadwearda Muybridgea.

Symulacja
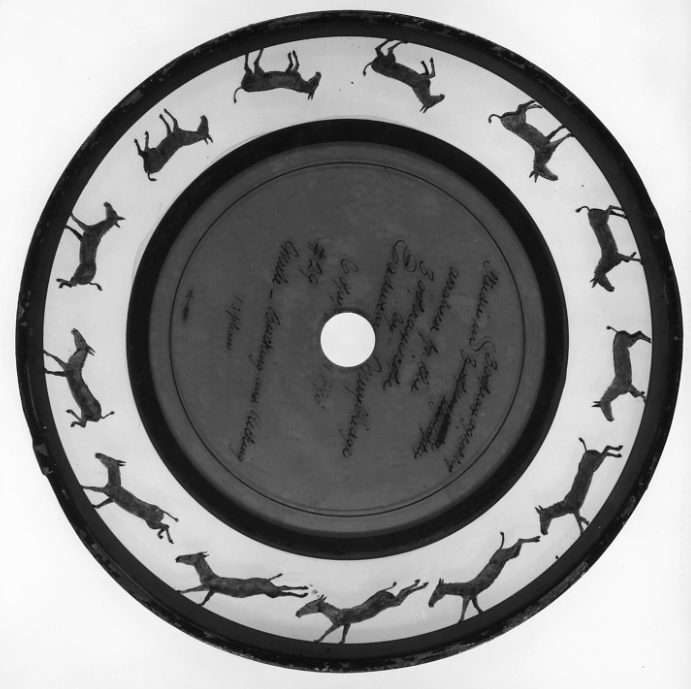
Dysk zoopraksiskopu